# Dora (Cypr)
Dora (gr. Δωρά) – wieś w Republice Cypryjskiej, w dystrykcie Limassol. W 2011 roku liczyła 145 mieszkańców.